# King's Lynn
King's Lynn is een plaats in Groot-Brittannië, in het graafschap Norfolk, district King's Lynn en West Norfolk. Het is gelegen aan de rivier de Great Ouse, waar deze in The Wash stroomt.

## Geschiedenis
Oorspronkelijk heette de plaats Bishop's Lynn, omdat het onderdeel was van het landgoed van de bisschop van Norwich in de 12e eeuw. Toen koning Hendrik VIII alle kloosters in 1538 ophief, verviel Bishop's Lynn aan de kroon en werd het een koninklijk bezit. Dit werd gereflecteerd in de naamswijziging naar King's Lynn.
In de 14e eeuw was King's Lynn de derde haven van het Verenigd Koninkrijk. De Duitse Hanze was er actief en bekwam er door de Vrede van Utrecht een Stalhof, dat bestuurd werd door de handelaars uit Danzig. Lynn gaf de hanzeaten toegang tot het Engelse laken van East Anglia. Vanaf de 17e eeuw werd de plaats zeer welvarend door de export van graan. Ook was King's Lynn eeuwenlang een centrum van glasmakerij.

## Openbaar vervoer
Het station van King's Lynn ligt aan de Fen Line, waardoor de plaats rechtstreekse verbinding heeft met Ely, Cambridge en King's Cross in Londen.

## Partnersteden
- Emmerik (Duitsland), sinds 1978
- Mladá Boleslav (Tsjechië)

## Trivia
- George Vancouver, een voormalig assistent-douanebeambte uit King's Lynn, zeilde in 1790 naar de kust van Noord-Amerika en was de naamgever van het Vancouvereiland en de stad Vancouver — 8045 km van King's Lynn verwijderd. In King's Lynn is een winkelcentrum naar hem genoemd.
- King's Lynn was (als destijds nog Bishop's Lynn) de geboorteplaats van de mystica en schrijfster Margery Kempe.
- King's Lynn heeft het enige nog bestaande Hanzekantoor in Engeland.

## Geboren
- Martin Brundle (1959), autocoureur
- George Russell (1998), autocoureur
- Roger Taylor (1949), drummer Queen